# Okrug Severni Banat
| Severnobanatski okrug | Severnobanatski okrug |
| Lage in Serbien       | Lage in Serbien       |
| --------------------- | --------------------- |
| Staat:                | Serbien               |
| Fläche:               | 2.329 km²             |
| Einwohner:            | 165.881 (2002)        |
| Hauptstadt:           | Kikinda               |
| ISO 3166-2:           | RS-03                 |

Severni Banat (serb. Severno-Banatski okrug oder Северно-Банатски округ, ungar. Észak-bánsági körzet, slowak. Severobanátsky okres, rum. Districtul Banatul de Nord, kroat. Sjeverno-Banatski okrug; deutsch Bezirk Nordbanat) ist ein serbischer Verwaltungsbezirk im nördlichen Teil der Vojvodina.
Er besteht aus folgenden Stadtverwaltungen:
- Kanjiža (ungar. Magyarkanizsa)
- Senta (ungar. Zenta)
- Ada
- Čoka (ungar. Csóka)
- Novi Kneževac (ungar. Törökkanizsa)
- Kikinda (ungar. Nagykikinda)

Dieser Bezirk hat laut Volkszählung 2002 165.881 Einwohner. Der Hauptverwaltungssitz ist die Stadt Kikinda.
Ethnisch besteht die Bevölkerung im Bezirk hauptsächlich aus Magyaren (78.551 oder 47,4 %) und Serben (72.242 oder 43,6 %) und andere.
Die am häufigsten verwendeten Sprachen sind Serbisch und Ungarisch mit je 48 %.
Stadtverwaltungen mit serbischer Mehrheit sind Kikinda (76 %) und Novi Kneževac (59 %), mit magyarischer Mehrheit Ada (77 %), Čoka (52 %), Kanjiža (86 %) und Senta (81 %).
Von den 50 Untergemeinden gibt es 19 mit serbischer Mehrheit, 1 mit gemischter und die restlichen mit magyarischer Mehrheit.
In Kikinda wurde im Jahre 1878 die erste serbische Druckerei eröffnet, ein Jahr später die erste Bücherei Serbiens. Bekannte Persönlichkeiten der Stadt sind zum Beispiel die Maler Teodor Ilić Češljar, Nikola Aleksić, Đura Pecić und Đura Jakšić, die auch international bekannt sind.
Kikinda ist das Zentrum der serbischen Lehmmaterialienproduktion mit dem Unternehmen IGM DD Toza Marković, das die älteste europäische Lehmfabrik ist. Andere wirtschaftliche Schwerpunkte sind die Herstellung landwirtschaftlicher Maschinen und Werkzeuge (25 Maj und Electron), die auch viele internationale Kunden haben.

## Größte Siedlungen
(Stand: Volkszählung 2002)
| Ortsname      | kyrillisch    | Einwohner |
| ------------- | ------------- | --------- |
| Kikinda       | Кикинда       | 41.825    |
| Senta         | Сента         | 20.363    |
| Ada           | Ада           | 10.546    |
| Kanjiža       | Кањижа        | 10.193    |
| Novi Kneževac | Нови Кнежевац | 7.567     |
| Mol           | Мол           | 6.780     |
| Horgoš        | Хоргош        | 6.300     |
| Mokrin        | Мокрин        | 5.905     |
| Čoka          | Чока          | 4.720     |